# American Psycho 2
American Psycho 2 (títol original: American Psycho 2: All American Girl) és una pel·lícula estatunidenca dirigida per Morgan J. Freeman, estrenada l'any 2002. Ha estat doblada al català

## Argument
Una estudiant inestable (Mila Kunis) ha sobreviscut a una agressió de l'assassí Patrick Bateman. Desitjant arribar a ser l'ajudant d'un dels seus professors en criminologia (William Shatner), antic profiler de l'FBI, eliminarà tots els obstacles que s'aixecaran en el seu camí.

## Repartiment
- Mila Kunis: Rachael Newman
- William Shatner: el professor Robert 'Bobby' Starkman
- Geraint Wyn Davies: Eric Daniels
- Robin Dunne: Brian Leads
- Lindy Booth: Cassandra Blaire
- Charles Officer: Keith Lawson
- Jenna Perry: Rachael nen
- Michael Kremko: Patrick Bateman
- Kate Kelton: Clara
- Quancetia Hamilton: la veïna
- John Healy: Gill
- Andrew Scorer: Janitor
- Kim Poirier: Barbara Brown
- Kim Schraner: Elizabeth McGuire
- Shoshana Sperling: Gertrude 'Gerty' Fleck

## Al voltant de la pel·lícula
- El rodatge ha tingut lloc al Col·legi universitari Glendon i Toronto (Universitat York).
- El conjunt de les preses han estat fetes en vint dies.[3]
- El film teòricament és continuació d' American Psycho dirigit per Mary Harron l'any 2000 però no és més que un spin off que no agafa res del primer exceptuat el seu títol i una aparició molt breu de Patrick Bateman.
- El títol inicial era The Girl Who Wouldn't Die.

## Banda original
- In the Meantime, interpretat per Dirtmitts
- Dawn, interpretat per Bif Naked
- Dead Things, interpretat per Emilíana Torrini
- Wires and Waves, interpretat per Rilo Kiley
- Stuck with You, interpretat per Kelly Slattery
- Buick City Complex, interpretat per Old 97's
- Ordinary Girl, interpretat per Tsar
- Faster Women, interpretat per Norman Orenstein i William Sperandei
- My World, interpretat per Electric Frankenstein
- Angry Angel, interpretat per Imogen Heap
- Dead From the Waist Down, interpretat per Catatonia
- Emotional Lab Toy, interpretat per Clare Muldaur
- The Girl Who Wouldn't Die, interpretat per Tsar